# Ruben Fleischer

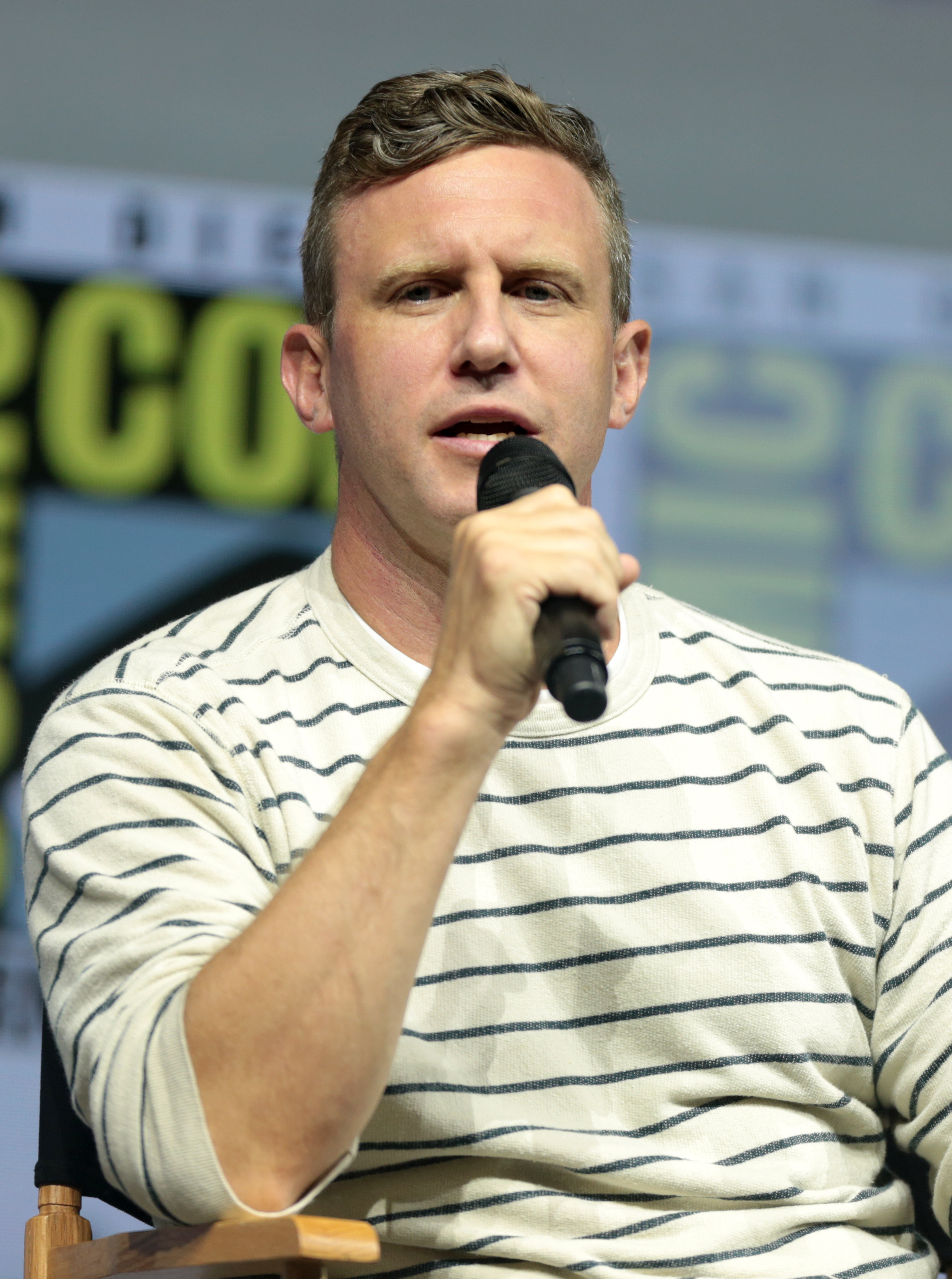
Ruben Fleischer (2018)

Ruben Samuel Fleischer (* 31. Oktober 1974 in Washington, D.C.) ist ein US-amerikanischer Autor, Produzent und Regisseur.

## Leben
Fleischer schloss an der Wesleyan University in Middletown (Connecticut) das Fach Geschichte ab, bevor er nach Kalifornien ging und dort mit der Filmindustrie in Kontakt kam. Er arbeitete als Assistent von Miguel Arteta. Er produzierte und inszenierte den Kurzfilm The Girls Guitar Club (2001) sowie den Dokumentarfilm Gumball 3000: 6 Days in May (2005) und führte Regie bei Videoclips für Künstler wie Gold Chains, DJ Format, Electric Six, Dizzee Rascal und M.I.A.
Im Kino debütierte er 2009 mit der Zombie-Komödie Zombieland, die 2009 den Publikumspreis beim Sitges Festival Internacional de Cinema de Catalunya gewann. 2019 kam die Fortsetzung Zombieland: Doppelt hält besser in die Kinos, bei der er ebenfalls die Regie führte. Weitere seiner Spielfilme sind Gangster Squad (2013) mit Sean Penn als Gangsterlegende Mickey Cohen und die Comic-Adaption Venom (2018) mit Tom Hardy.
Der Schauspieler Lucas Fleischer ist sein Bruder.

## Filmografie (Auswahl)
- 2001: The Girls Guitar Club (Kurzfilm)
- 2003–2006: Jimmy Kimmel Live! (Late-Night-Show, 3 Folgen)
- 2005: Gumball 3000: 6 Days in May (Dokumentation)
- 2009: Zombieland
- 2009: Between Two Ferns with Zach Galifianakis (Fernsehserie, 2 Folgen)
- 2011: 30 Minuten oder weniger (30 Minutes or Less)
- 2013: Gangster Squad
- 2015–2021: Superstore (Fernsehserie, 7 Folgen)
- 2016: American Housewife (Fernsehserie, Pilotfolge)
- 2017: Santa Clarita Diet (Fernsehserie, 2 Folgen)
- 2018: Venom
- 2019: Zombieland: Doppelt hält besser (Zombieland: Double Tap)
- 2022: Uncharted